# Punisher: In the Blood
Punisher: In the Blood (с англ. — «Каратель: В крови») — ограниченная серия комиксов, состоящая из 5 выпусков, которую в 2010—2011 годах издавала компания Marvel Comics.

## Синопсис
После Dark Reign, Каратель начал охоту на Капюшона, но это оказалось безрезультатно. Поэтому он пошёл за Микрочипом, чтобы заставить его заплатить за убийство Бриджа.

### Выпуски
| № | Дата выхода     | Оценка на Comic Book Roundup   | Предполагаемый объём продаж (первый месяц) |
| - | --------------- | ------------------------------ | ------------------------------------------ |
| 1 | 3 ноября 2010   | 8 из 10 на основе 1 рецензии   | 20 028, позиция в Северной Америке — 89    |
| 2 | 22 декабря 2010 | н/д                            | 16 608, позиция в Северной Америке — 115   |
| 3 | 26 января 2011  | н/д                            | 15 298, позиция в Северной Америке — 97    |
| 4 | 23 февраля 2011 | 8 из 10 на основе 1 рецензии   | 14 861, позиция в Северной Америке — 124   |
| 5 | 30 марта 2011   | 8,2 из 10 на основе 2 рецензий | 14 468, позиция в Северной Америке — 145   |

### Сборники
| Название               | Тип            | Дата выхода | Собранный материал          | Кол-во страниц | ISBN                      | Предполагаемый объём продаж (первый месяц) |
| ---------------------- | -------------- | ----------- | --------------------------- | -------------- | ------------------------- | ------------------------------------------ |
| Punisher: In the Blood | Мягкая обложка | 8 июня 2011 | Punisher: In the Blood #1-5 | 120            | 9780785151814, 0785151818 | 1 623, позиция в Северной Америке — 42     |

## Отзывы
Бенджамин Бёрди из Comic Book Resources, обозревая дебют, похвалил художника Боски. Трэвис Валека из Comics Bulletin дал предпоследнему выпуску 4 балла из 5 и посчитал, что «превратить Фрэнка Касла в монстра было неплохой идеей». Дэн Иверсон из IGN поставил финалу оценку 7,5 из 10 и написал, что комикс понравится фанатам Карателя, но те, кто ими не является, «определённо захотят сэкономить свои 3,99 доллара».